# St. Pankratius (Odenthal)

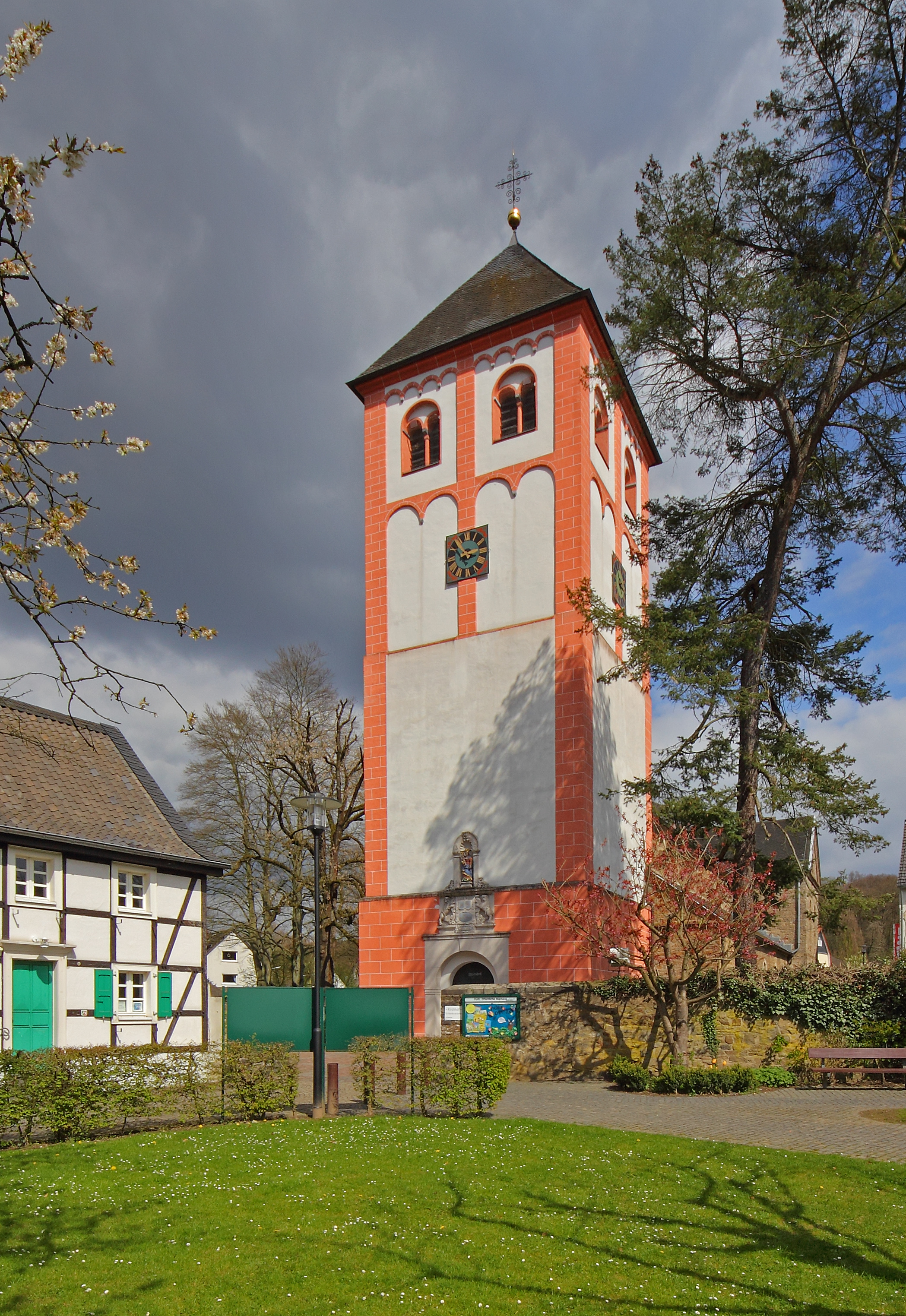
Pfarrkirche St. Pankratius von Westen

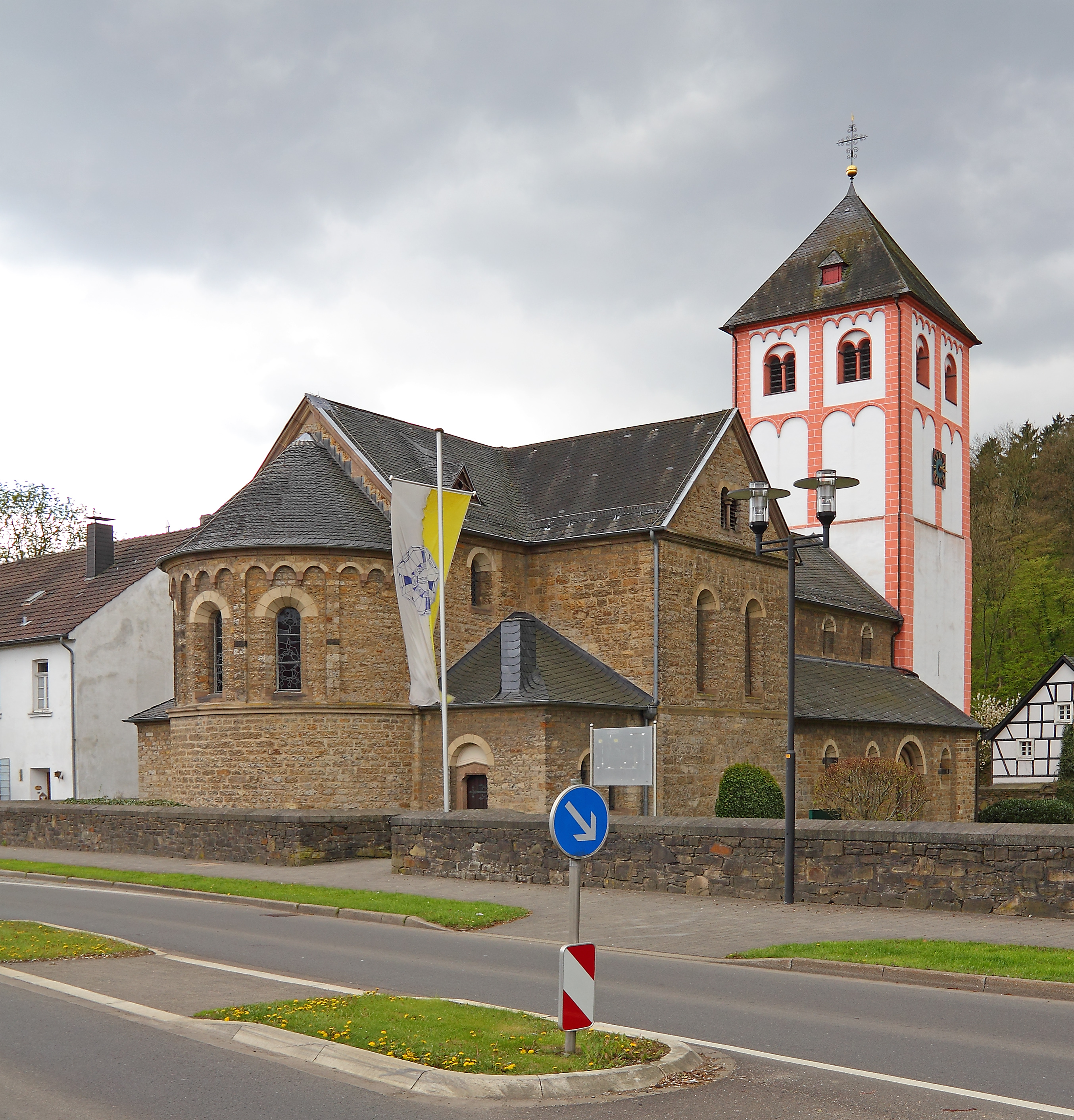
Ansicht von Nordosten

St. Pankratius ist eine römisch-katholische Pfarrkirche im romanischen Baustil in Odenthal, einer Gemeinde im Westen des Rheinisch-Bergischen-Kreises in Nordrhein-Westfalen. Sie gehört zu den ältesten Kirchen des Bergischen Landes. Kirchenpatron ist der frühchristliche Märtyrer Pankratius, der vierzehnjährig um 304 während der Christenverfolgung unter Kaiser Diokletian in Rom starb.

## Geschichte und Ausstattung
Die Kirche wurde im 11. Jahrhundert in Form einer einschiffigen Anlage erbaut. Das Kollationsrecht besaßen die Herren auf Burg Strauweiler. Gegen Ende des 12. Jahrhunderts wurde das Gotteshaus zu einer flachgedeckten dreischiffigen romanischen Pfeilerbasilika mit viergeschossigem Westturm ausgebaut. 1893/94 wurde das romanische Chorhaus mit seiner Halbkreisapsis niederlegt und an seiner Stelle ein neoromanischer Erweiterungsbau von zwei Langhausjochen, Querschiff und Chor mit Halbkreisapsis errichtet.
In den Jahren 1972 bis 1976 musste die Kirche wegen gravierender Schäden umfassend restauriert werden. Der Turm wurde 1972 neu verputzt und nach mittelalterlichem Vorbild farbig gefasst, blieb aber in seiner ursprünglichen Bauweise erhalten.
Das Hauptportal, welches seit dem 14. Jahrhundert zwei Türflügel aus Eichenholz besaß, wurde 1964 durch ein Bronzeportal ersetzt. Es zeigt im oberen Bereich Ähren und Weintrauben als christliche Symbole. Darunter sind die Schöpfung, die Auferstehung Jesu Christi, die Geistsendung und das ewige Leben dargestellt. Ein schmiedeeisernes Gitter von 1979 trennt den Kirchenvorraum von dem hochmittelalterlichen Innenraum ab.
Die Kirche besitzt die älteste noch im Gebrauch befindliche Glocke des Rheinlands. Auffällig ist das Ensemble mit dem Pfarrhaus im historischen Ortskern. Betritt man die Kirche durch das Westportal, geschmückt mit einem Wappenrelief und der Muttergottes mit Kind, so öffnet sich ein schlichter Kirchenraum mit Pfeilern und Rundbögen.
Der Taufstein aus dem 12. Jahrhundert ist ein achteckiger Granitkessel, der auf Säulen ruht, die beiden Weihwasserkessel stammen aus dem 17. Jahrhundert. Die modernen abstrakten Bleiglasfenster im Chor, nach Entwürfen von Paul Schneider (Brühl) geschaffen, verstärken den meditativen Charakter des Kirchenraums.
In einem Triumphbogen vor dem Altarraum hängt ein Kreuz aus dem 17. Jahrhundert. Altar, Ambo, Tabernakel, Ewiglichtampel und Osterleuchter stammen aus dem 20. Jahrhundert. Die Entwürfe lieferte der deutsche Bildhauer und Maler Theo Heiermann.
Am Vierungspfeiler dem Ambo gegenüber befindet sich eine holzgeschnitzte Figur des Heiligen Sebastianus aus dem 17. Jahrhundert. Eine Madonna im Querschiff ist um 1800 entstanden.
Gegenüber dem neuromanischen Beichtstuhl (um 1900) sieht man am ersten Pfeiler links eine Statue des Heiligen Christophorus aus dem 15. Jahrhundert. Im rechten Seitenschiff befindet sich eine Pietà und auf dem Nebenaltar im Querschiff eine Figur des Heiligen Antonius, die beide aus dem 17. Jahrhundert stammen.
An den Außenwänden der Seitenschiffe sind die zwölf Apostelleuchter mit den dazugehörenden Kreuzen angebracht. An den Pfeilern und den unteren Wänden sind die 14 Kreuzwegstationen dargestellt. Der Kreuzweg ist das Werk eines unbekannten Malers der sogenannten Nazarener-Schule im 19. Jahrhundert.
Die Orgel mit 23 Registern wurde 1977 von der Firma Gebr. Oberlinger, Windesheim, gebaut.

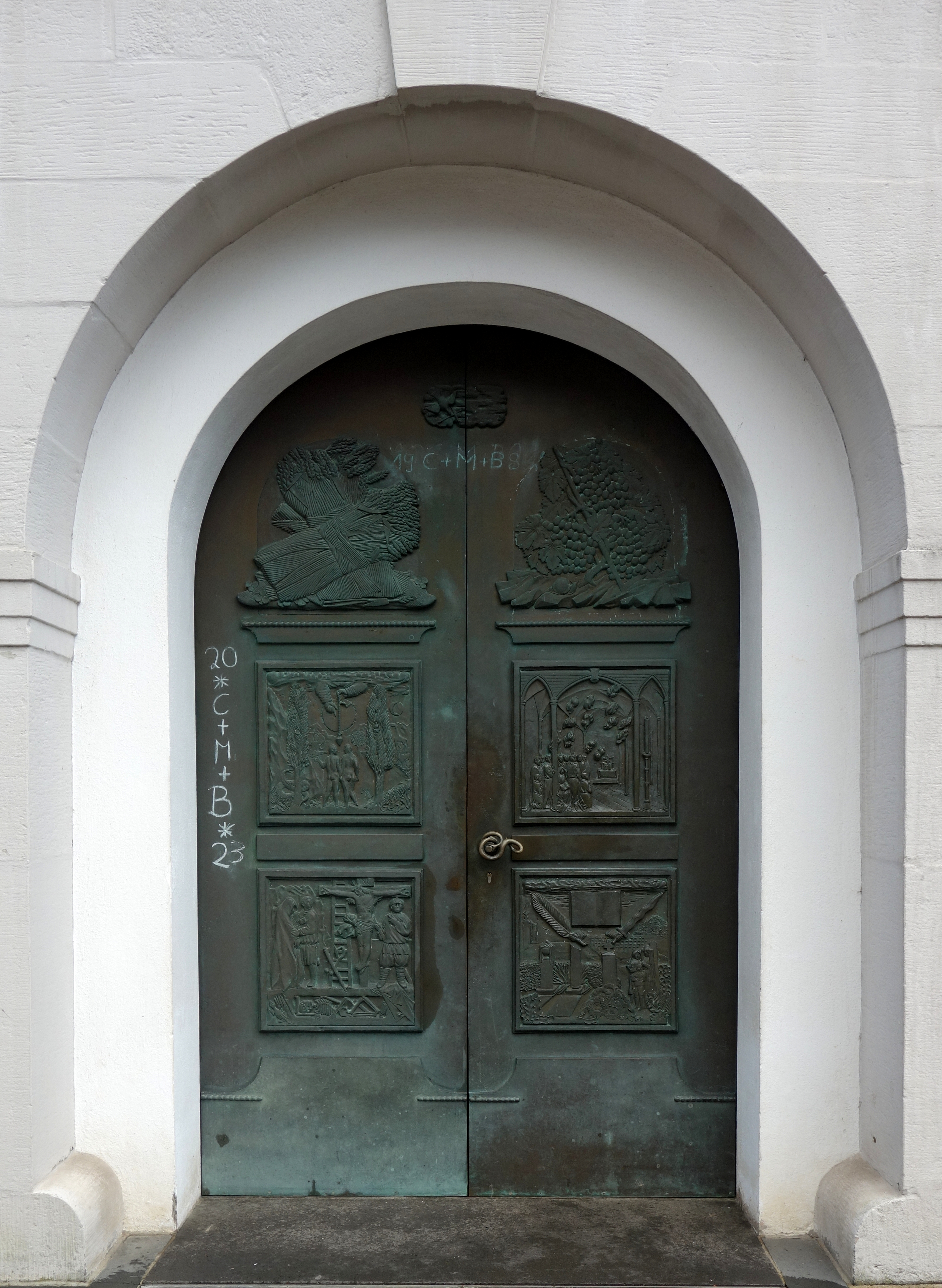
Bronzeportal
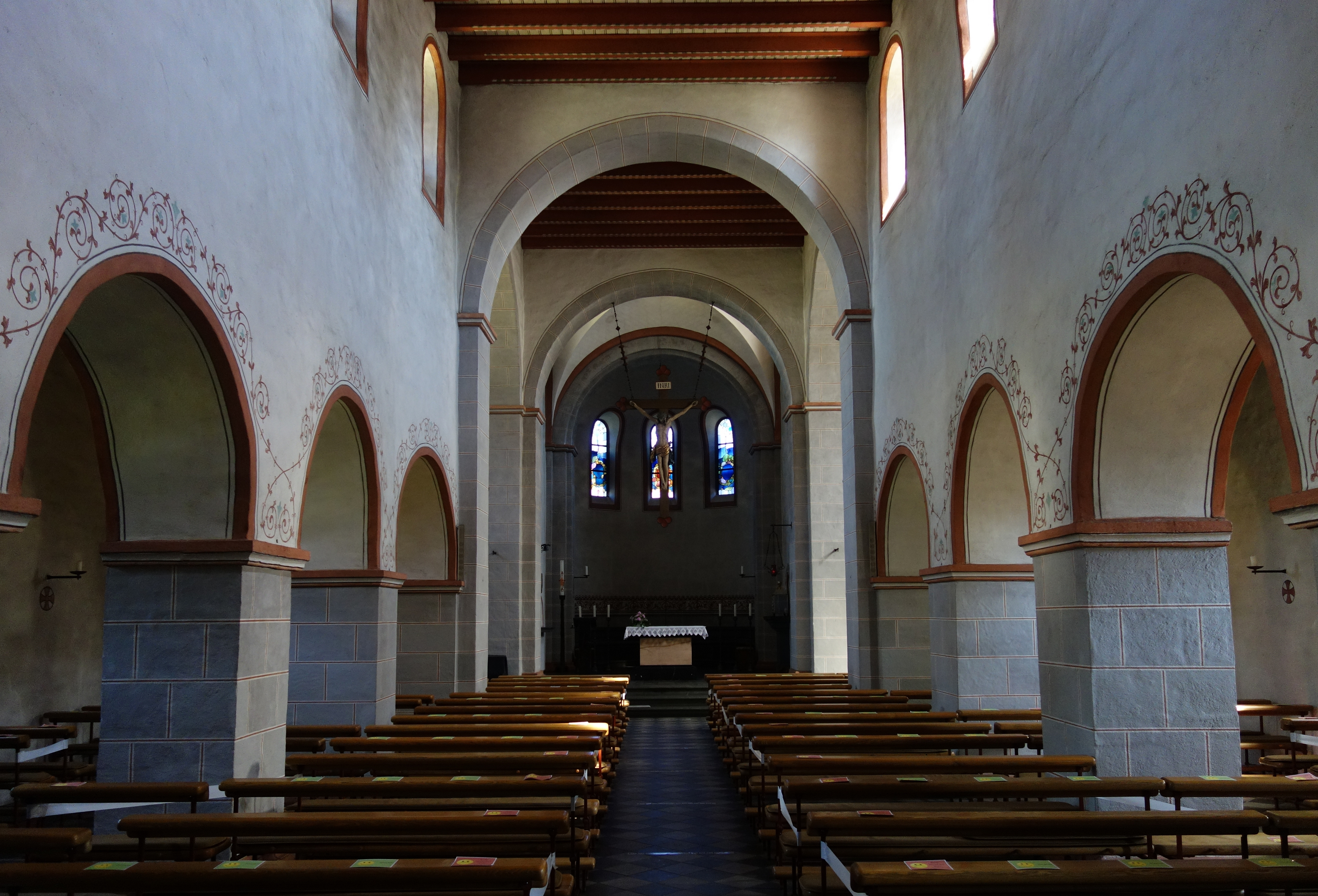
Innenraum mit Blick auf den Chor
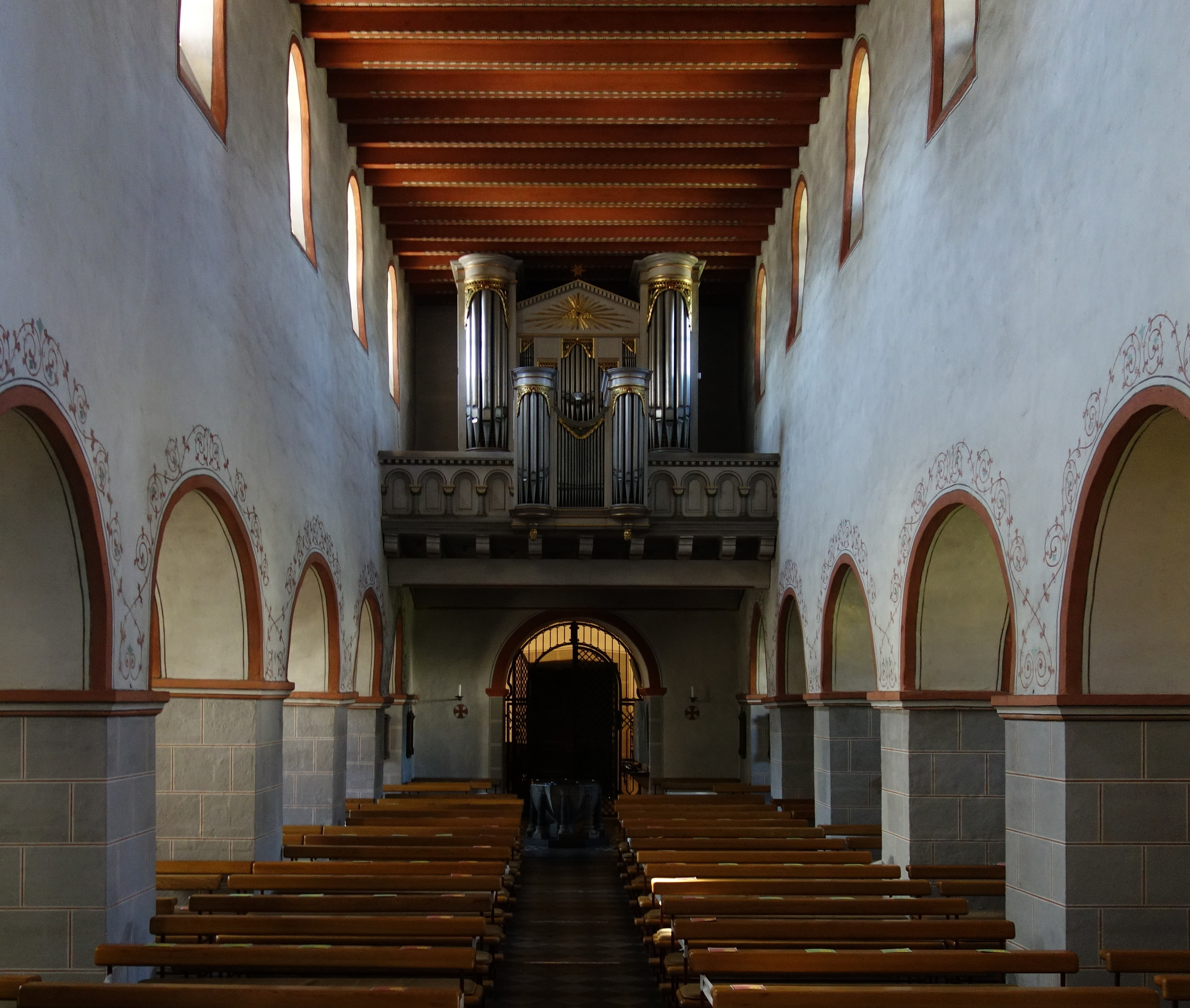
Innenraum mit Blick auf die Orgel
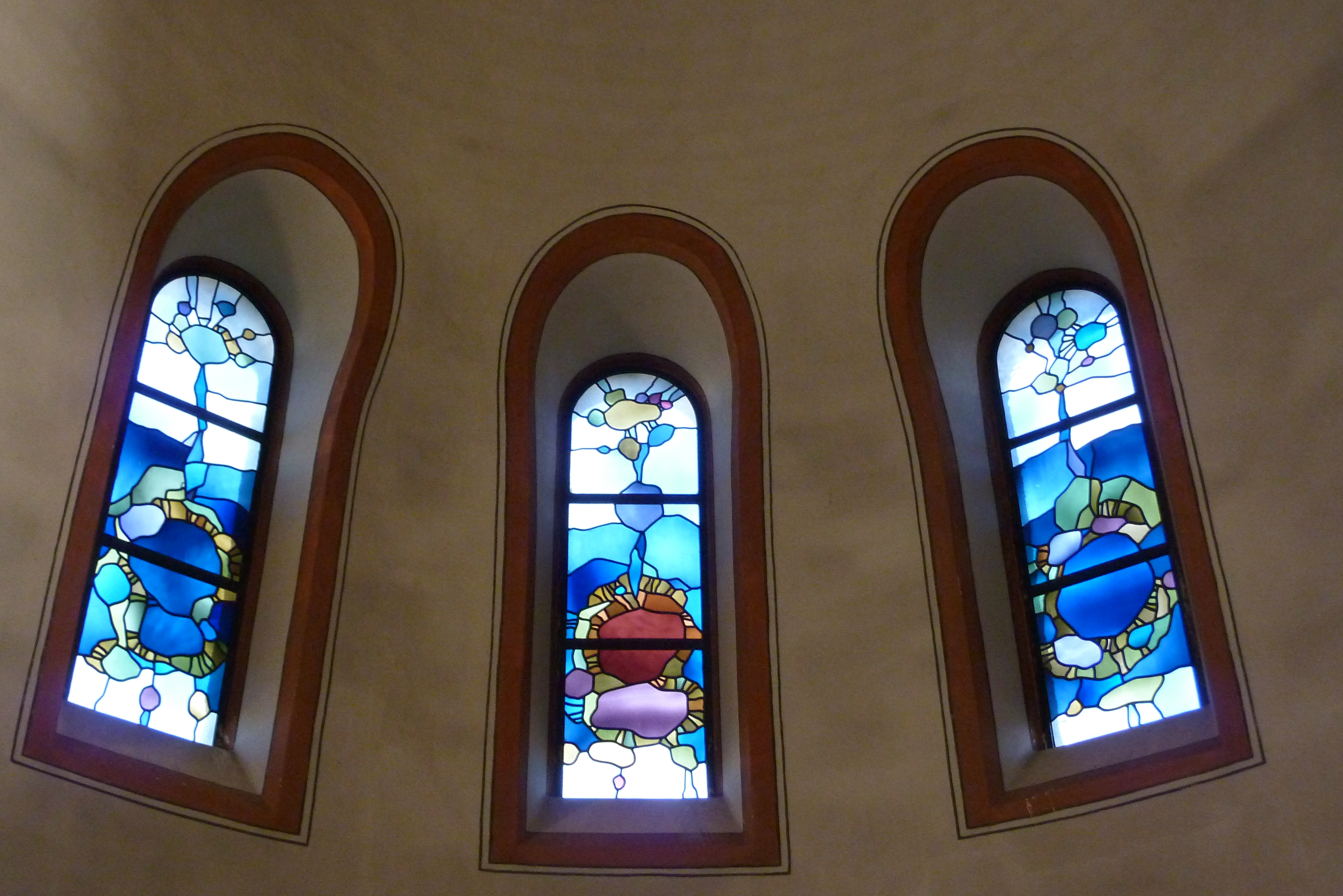
Chorfenster nach Entwürfen von Paul Schneider (1968)
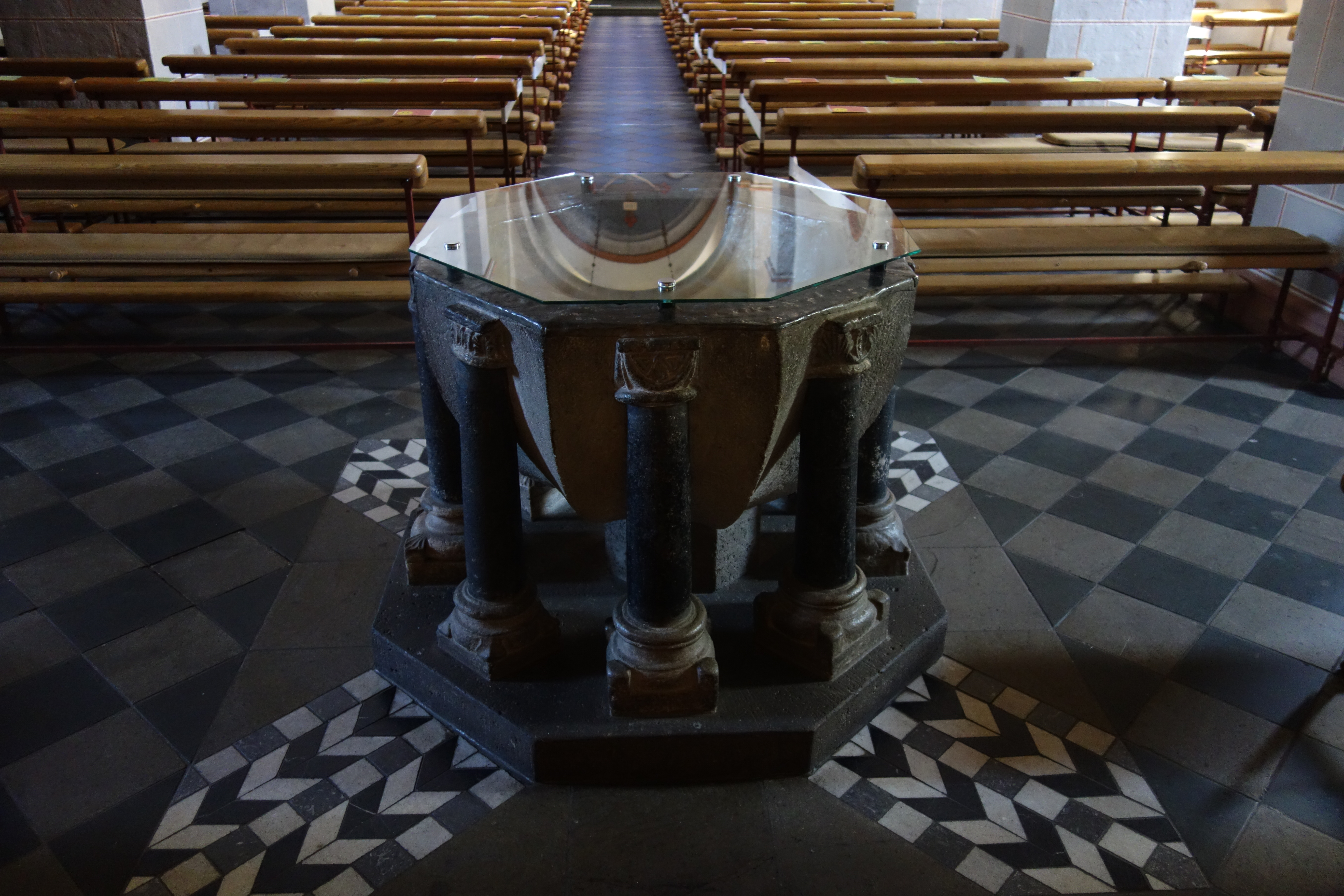
Taufstein

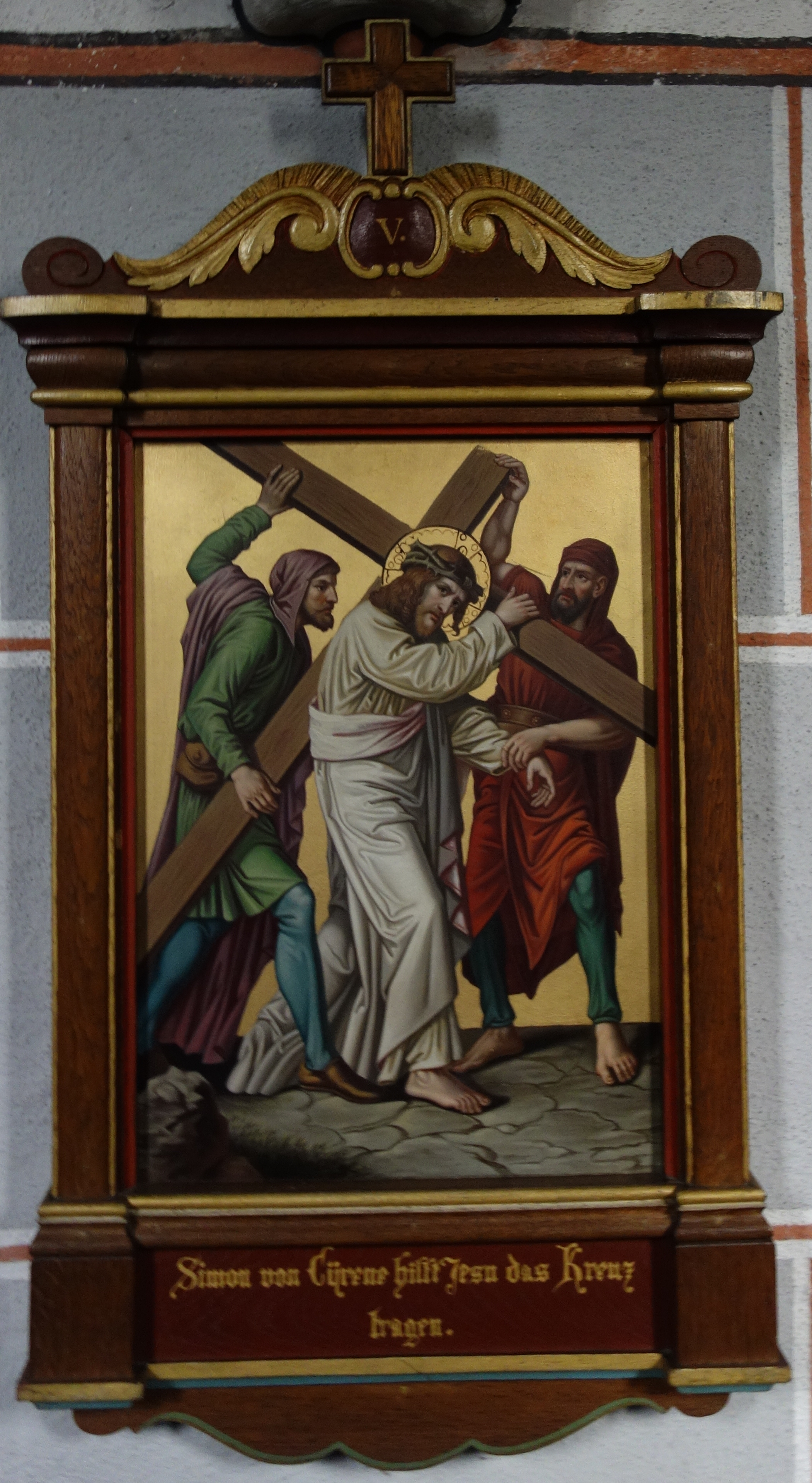
Kreuzwegstation
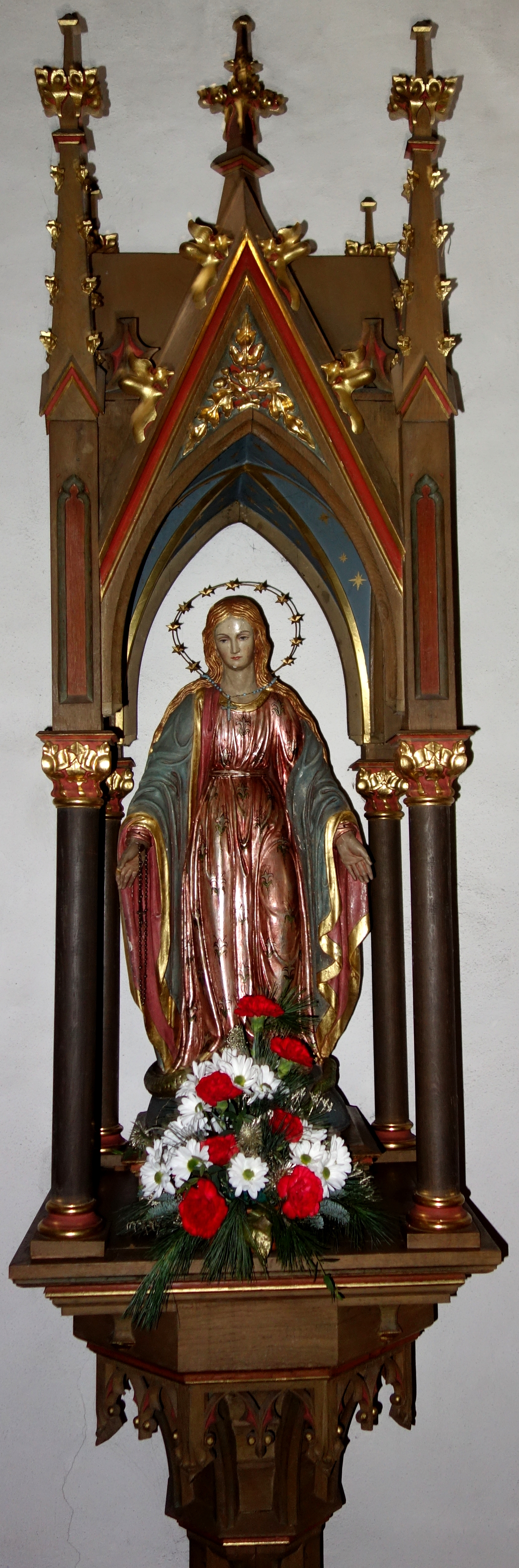
Madonna
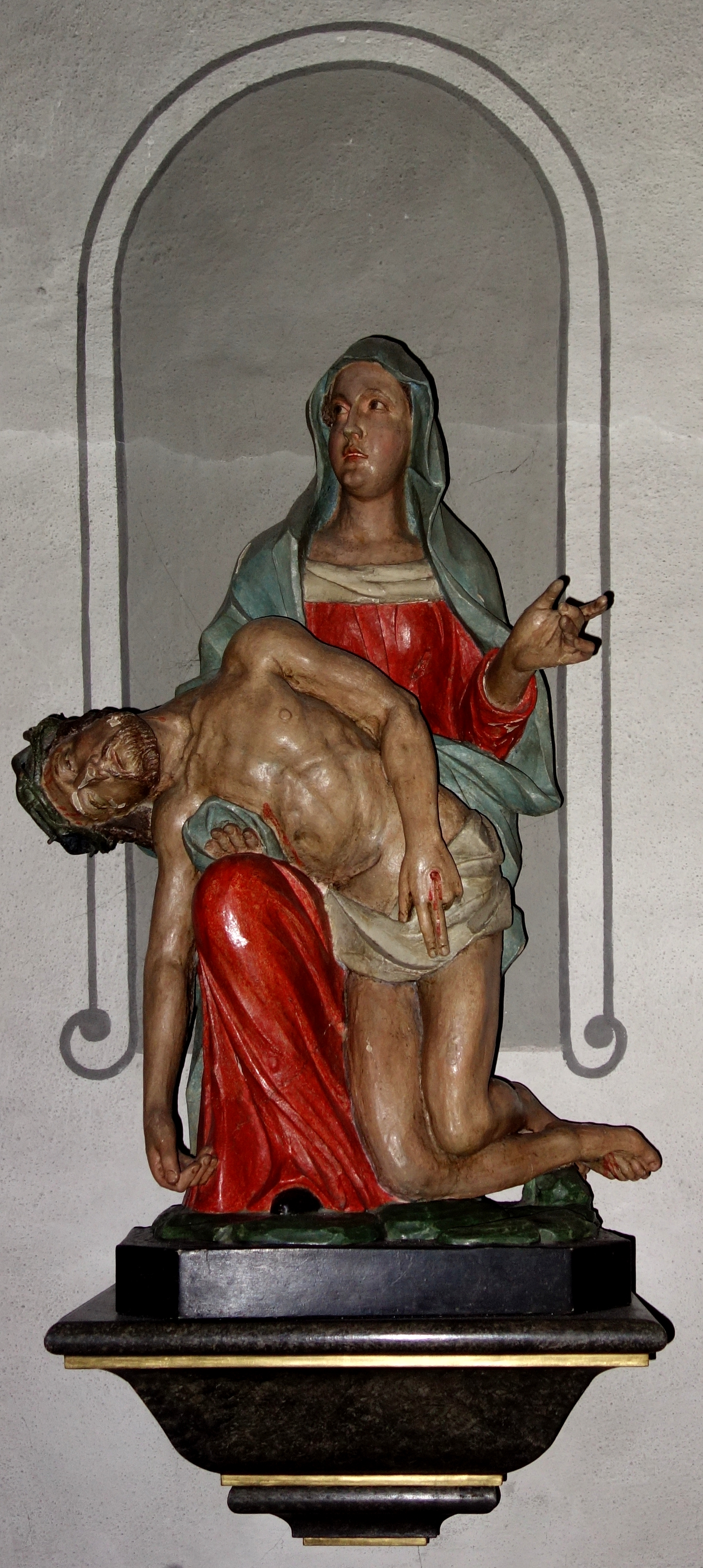
Pietà
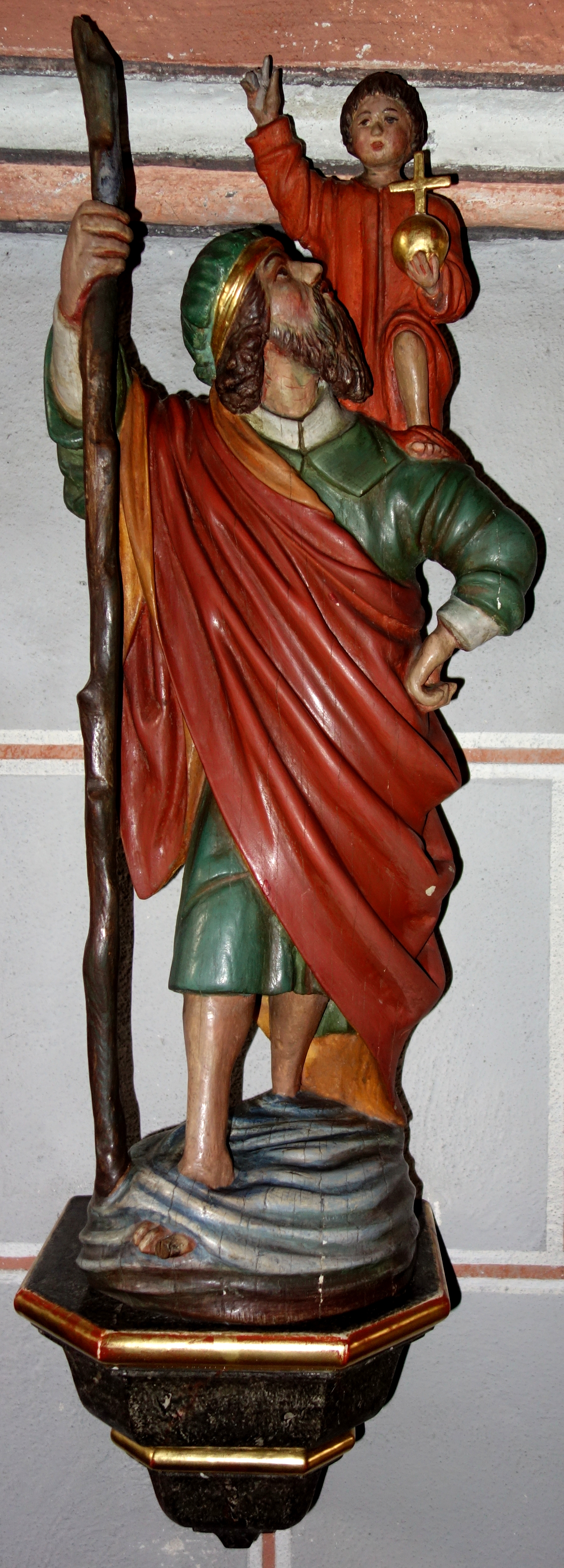
Christophorusstatue
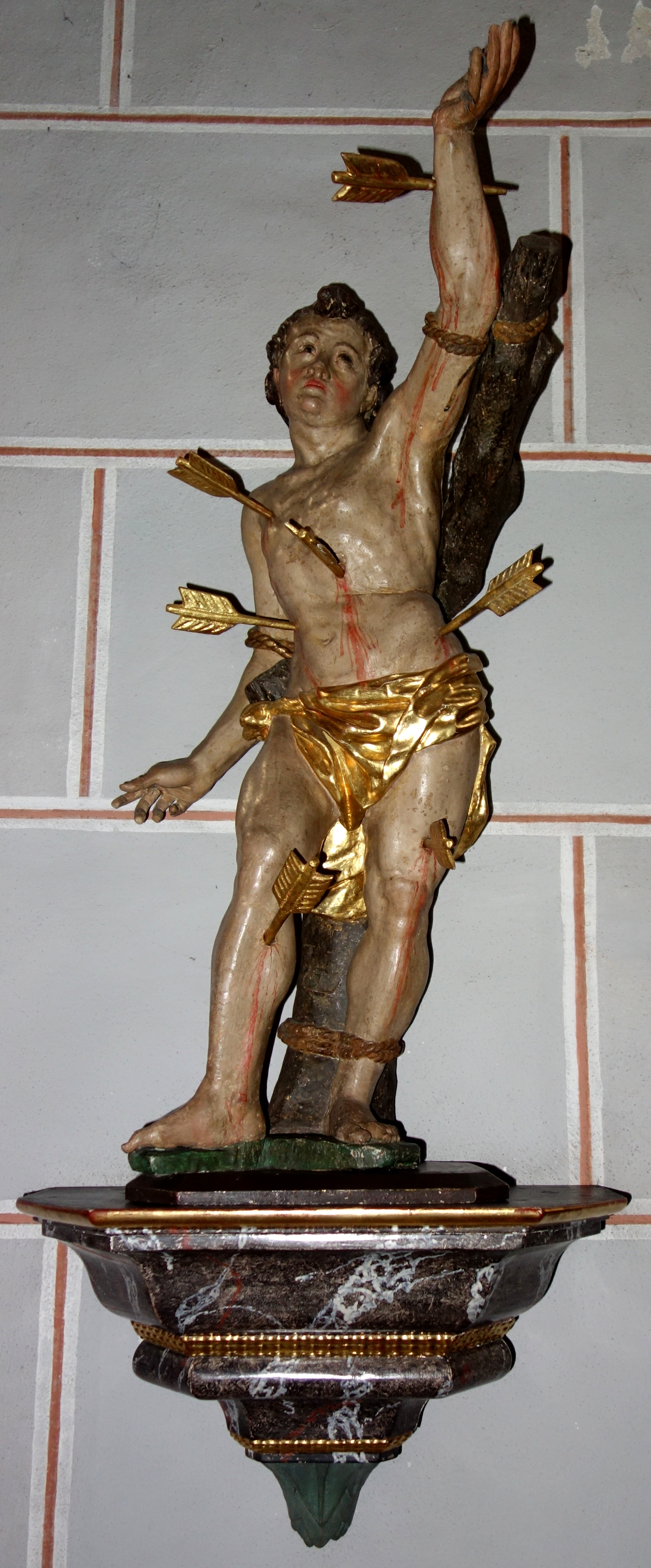
Sebastianusstatue

## Glocken
St. Pankratius besitzt ein achtstimmiges Glockengeläut aus Bronze, in dem unter anderem eine der ältesten noch läutenden Glocken des Rheinlandes (Glocke 3) erhalten ist.
| Glocke | Patron        | Nominal | Durchmesser | Gewicht    | Gussjahr | Gießer                                               |
| ------ | ------------- | ------- | ----------- | ---------- | -------- | ---------------------------------------------------- |
| 1      | Pankratius    | fis′ +2 | 1113 mm     | 850 kg     | 14. Jh.  | unbekannt                                            |
| 2      | namenlos      | gis′ -4 | 1021 mm     | 650 kg     | 14. Jh.  | unbekannt                                            |
| 3      | Totenglocke   | gis′ -1 | 1043 mm     | ca. 900 kg | um 1200  | unbekannt                                            |
| 4      | Elisabeth     | cis″ ±0 | 710 mm      | 230 kg     | 1981     | Wolfgang Hausen Mabilon, Fa. Mabilon & Co., Saarburg |
| 5      | Maria         | dis″ ±0 | 640 mm      | 160 kg     | 1981     | Wolfgang Hausen Mabilon, Fa. Mabilon & Co., Saarburg |
| 6      | Don Bosco     | fis″ ±0 | 530 mm      | 90 kg      | 1981     | Wolfgang Hausen Mabilon, Fa. Mabilon & Co., Saarburg |
| 7      | Sebastianus   | gis″ -1 | 460 mm      | 70 kg      | 1981     | Wolfgang Hausen Mabilon, Fa. Mabilon & Co., Saarburg |
| 8      | Kleine Glocke | ais″ ±0 | 501 mm      | ca. 100 kg | um 1200  | unbekannt                                            |